# Marcus Burk
Marcus Burk (Munster, Indiana; 27 de septiembre de 1997) es un baloncestista estadounidense que pertenece a la plantilla de los Santa Cruz Warriors de la G League. Con 1,91 metros de estatura, juega en la posición de base.

## Trayectoria deportiva

### Universidad
Jugó cinco temporadas con los Fighting Camels de la Universidad Campbell, en las que promedió 11,2 puntos, 3,0 rebotes y 1,0 asistencias por partido. Al término de la segunda temporada fue transferido a la IUPUI, donde tras el año de parón que imponía la NCAA, jugó dos temporadas más, en las que promedió 21,4 puntos, 3,5 rebotes y 2,0 asistencias por encuentro, siendo incuido en ambas en el segundo mejor quinteto de la Horizon League.

#### Estadísticas
| Año     | Equipo   | PJ       | PT       | MPP      | %TC      | %3P      | %TL      | RPP      | APP      | ROB      | TPP      | PPP      |
| ------- | -------- | -------- | -------- | -------- | -------- | -------- | -------- | -------- | -------- | -------- | -------- | -------- |
| 2016–17 | Campbell | 36       | 12       | 20.9     | .429     | .401     | .784     | 2.4      | .8       | .5       | .1       | 8.0      |
| 2017–18 | Campbell | 33       | 32       | 40.0     | .490     | .403     | .850     | 3.6      | 1.2      | 1.3      | .2       | 14.8     |
| 2018–19 | IUPUI    | Redshirt | Redshirt | Redshirt | Redshirt | Redshirt | Redshirt | Redshirt | Redshirt | Redshirt | Redshirt | Redshirt |
| 2019–20 | IUPUI    | 32       | 32       | 34.8     | .432     | .386     | .782     | 3.4      | 1.9      | 1.2      | .3       | 21.3     |
| 2020–21 | IUPUI    | 18       | 17       | 34.1     | .481     | .409     | .802     | 3.7      | 2.2      | 1.8      | .4       | 21.7     |
| Total   | Total    | 119      | 93       | 29.7     | .456     | .398     | .800     | 3.2      | 1.4      | 1.1      | .2       | 15.5     |

### Profesional
Tras no ser elegido en el Draft de la NBA de 2021, en octubre se incorporó a los Grand Rapids Gold de la G League tras superar un periodo a prueba. Jugó una temporada en la que promedió 12,2 puntos y 2,8 rebotes por partido.
El 10 de agosto de 2022 firmó con Twarde Pierniki Toruń de la Liga Polaca de Baloncesto (PLK). Disputó solo siete encuentros, en los que promedió 5,9 puntos y 2,7 rebotes. Tras ser despedido, regresó a los Grand Rapids Gold, donde acabó la temporada promediando 7,3 puntos y 1,9 rebotes por partido.
El 30 de octubre de 2023 se unió a los Santa Cruz Warriors, quien lo eligió en el Draft de la NBA G League de 2023 en el puesto 16.